# Katherine Nye
Katherine Elizabeth Nye, nata Katherine Elizabeth Vibert (Bowlegs, 5 gennaio 1999), è una sollevatrice statunitense, vincitrice della medagli d'argento ai Giochi olimpici estivi di Tokyo 2020 nei 76 kg.

## Palmarès
- Giochi olimpici

Tokyo 2020: argento nei 76 kg.
- Mondiali

Pattaya 2019: oro nei 71 kg.
- Giochi panamericani

Lima 2019: bronzo nei 76 kg.
- Campionati panamericani

Città del Guatemala 2019: oro nei 71 kg.
Santo Doming 2020: argento nei 76 kg.
Guayaquil 2021: oro nei 76 kg.
Bariloche 2023: argento nei 71 kg.